# Jean-Louis de Bertier
Pour les articles homonymes, voir Bertier.
Jean-Louis Bertier (né en 1578, † à Rieux le 8 juin 1662) est un ecclésiastique français qui fut abbé commendataire puis coadjuteur et successeur de son oncle Jean de Bertier, évêque de Rieux.

## Biographie
Jean-Louis de Bertier est le fils de Philippe Bertier, président à mortier, et de Catherine de Paule, sœur d'Antoine de Paule, grand maître de l'ordre de Saint-Jean de Jérusalem ; il est le neveu de l'évêque Jean de Bertier. En 1615 il est  chanoine et grand vicaire de Toulouse, député de la province ecclésiastique à l'Assemblée générale du clergé. Il reçoit de son autre oncle l'abbé Bertrand de Bertier (†  1628) l'abbaye de Lezat dans l'actuel département de l'Ariège et de celle de La Capelle dans le diocèse de Toulouse. Coadjuteur de son oncle Jean de Bertier le 19 septembre 1616 il est ordonné  avec le titre d'évêque titulaire d'Hélénopolis-en-Bithynie (de) le 25 juin 1617 par le cardinal Henri de Gondi, évêque de Paris. Il succède à son oncle comme évêque de Rieux le 25 juin 1620 et il assiste en cette qualité à l'Assemblée générale du clergé de 1645. Il résigne son siège en 1657 en faveur de son neveu, Antoine-François de Bertier, et meurt évêque émérite le 8 juin 1662 à l'âge de 84 ans.